# Успенский, Александр Сергеевич
Алекса́ндр Серге́евич Успе́нский (род. 25 апреля 1987 года в Москве) — российский фигурист, выступавший в одиночном разряде. Двукратный чемпион России среди юниоров (2005 и 2006 год).
Младший брат — Владимир Успенский, также выступал в мужском одиночном катании на международном уровне.

## Карьера
В 2005 году Александр был 14-м на чемпионате мира среди юниоров после короткой программы, но вынужден был отказаться от продолжения борьбы из-за болезни. На следующий год, на том же турнире, он стал 8-м. Чемпионаты же России среди юниоров и в 2005 и в 2006 годах Александр выигрывал.
В сезоне 2008—2009 годов был заявлен в качестве участника серии Гран-При. На этапе «Skate America» стал 6-м, а на Cup of Russia только 10-м. В чемпионате России 2009 года Александр принять участия не смог в связи с травмой и, таким образом, этот сезон оказался для него завершён. На следующем чемпионате страны смог стать лишь 15-м и завершил карьеру.

## Спортивные достижения

### Результаты после 2008 года
| Соревнования                  | 2007—2008 | 2008—2009 | 2009—2010 |
| ----------------------------- | --------- | --------- | --------- |
| Чемпионаты России             | 5         |           | 15        |
| Этапы Гран-При: Cup of Russia | 7         | 10        |           |
| Этапы Гран-При: Cup of China  | 5         |           |           |
| Этапы Гран-При: Skate America |           | 6         |           |
| Nebelhorn Trophy              | 7         |           |           |
| Ice Challenge                 |           |           | 9         |

### Результаты до 2008 года
| Соревнования                    | 2000—2001 | 2001—2002 | 2002—2003 | 2003—2004 | 2004—2005 | 2005—2006 | 2006—2007 |
| ------------------------------- | --------- | --------- | --------- | --------- | --------- | --------- | --------- |
| Чемпионаты мира среди юниоров   |           |           |           |           | WD        | 8         |           |
| Чемпионаты России               |           |           | 16        | 7         | 4         | 4         | WD        |
| Чемпионаты России среди юниоров | 12        | 10        | 10        | 4         | 1         | 1         |           |
| Этапы Гран-При: NHK Trophy      |           |           |           |           |           |           | 5         |
| Этапы Гран-При: Cup of China    |           |           |           |           |           |           | 6         |
| Finlandia Trophy                |           |           |           |           |           |           | 2         |
| Финал кубка России              |           |           | 2         |           |           |           |           |

- WD = снялся с соревнований

## Послеспортивная карьера
По окончании спортивной карьеры Александр Успенский работает хореографом. Среди его учеников Анна Погорилая и Александр Самарин.